# Crocosphaera

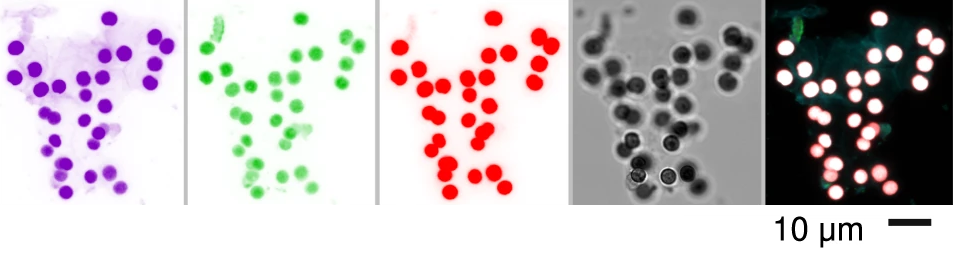
Eine Crocosphaera-Kolonie aus dem Indischen Ozean. Verschiedene Färbemethoden, rechts deren Überlagerung.

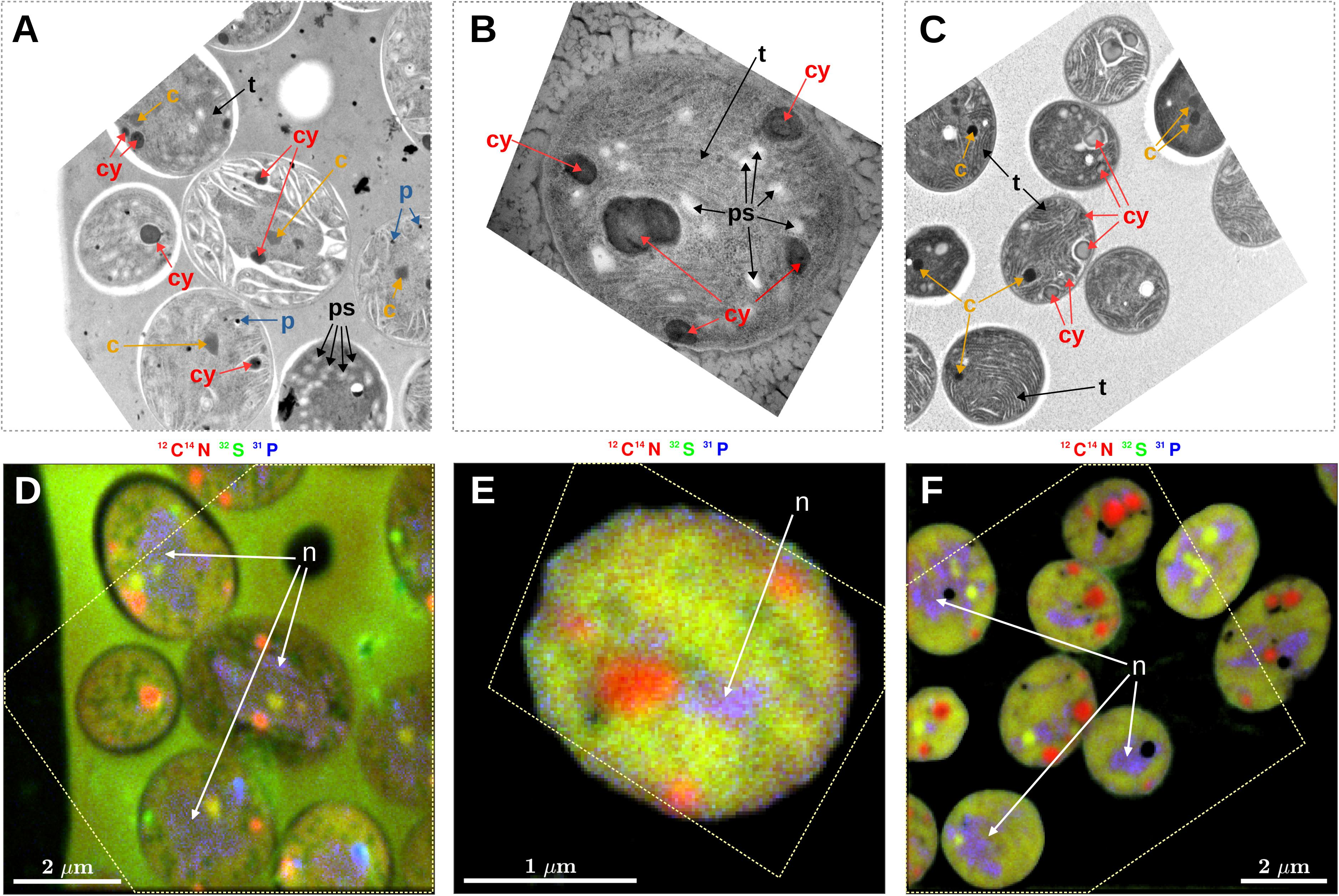
Mikroskopie von Dünnschnitten von Crocosphaera subtropica ATCC 51142 Zellen (früher Cyanothece sp. ATTC 51142).

Crocosphaera ist eine Gattung von Cyanobakterien in der Familie Microcystaceae. Typusspezies ist Crocosphaera watsonii mit Referenzstamm WH8501.
C. watsonii ist eine Art (Spezies) einzelliger, diazotropher mariner Cyanobakterien mit ca. 2,5–6 µm Durchmesser, die weniger als 0,1 % der marinen mikrobiellen Population ausmachen.
Sie gedeihen in oligotrophen küstennahen Regionen des offenen Ozeans (d. h. im Offshore-Bereich, vgl. Offshore-Bauwerke), wo das Wasser wärmer als 24 °C ist.
Die Zelldichte von C. watsonii kann in der euphotischen Zone 1000 Zellen pro Milliliter überschreiten; ihr Wachstum kann jedoch durch die Phosphorkonzentration begrenzt sein.
Aufgrund der Größe, der Häufigkeit und der schnellen Wachstumsrate können diese Einzeller merklich zum ozeanischen Kohlenstoff- und Stickstoffhaushalt in tropischen Ozeanen beitragen.
Sie sind Stickstofffixierer, die während der Nacht atmosphärischen Stickstoff (N2) zu Ammoniak (NH3) fixieren und so zu neuem Stickstoff in den Ozeanen beitragen.
Sie sind daher eine wichtige Stickstoffquelle für Ökosysteme in offenen Ozeanen.
Die Stickstofffixierung in den Ozeanen ist wichtig, weil sie das Wachstum des Phytoplanktons ermöglicht, wenn Stickstoff und Ammonium sehr knapp sind. Es werden auch weitere Formen von Stickstoff wieder aufgefüllt, wodurch der Ozean insgesamt gedüngt wird und weiteres Phytoplanktonwachstum ermöglicht wird.

## Beschreibung
Die Typusspezies C. watsonii wurde hinsichtlich verschiedener Aspekte stellvertretend für die Gattung genauer untersucht. Die folgenden Aspekte sind von besonderem Interesse:

### Tagesgang

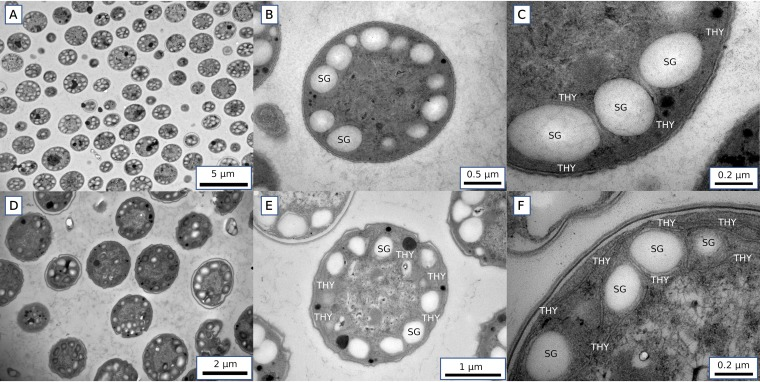
TEM-Aufnahmen von Crocosphaera-Zellen, während der Lichtperiode (A bis C) und während der Dunkelperiode (D bis F). Stärkegranula (SG) und Thylakoidmembranen (THY) befinden sich hauptsächlich am Rand des Cytosols.

Diazotrophe Cyanobakterien haben eine Reihe von Mechanismen entwickelt, die sicherstellen, dass der für die Stickstofffixierung verantwortliche sauerstoffempfindliche Enzymkomplex nicht durch Sauerstoff gestört wird.
Sauerstoff (O2) ist besonders giftig für das zur Stickstofffixierung benötigte Enzym Nitrogenase.
Eine Möglichkeit, wie stickstofffixierende Cyanobakterien (z. B. der Gattungen Nostoc und Anabaena), die Sauerstofftoxizität vermeiden, sind Zellverbände mit spezialisierten Zellen (Heterocysten alias Heterozyten), denen das Photosystem II fehlt und die daher keinen Sauerstoff produzieren. Bei diesen kolonienbildenden Vertretern besteht also eine „räumliche“ Trennung der beiden Prozesse infolge Zelldifferenzierung.
Als Einzeller geht C. watsonii einen anderen Weg, der in der Anpassung an den Tagesrhythmus (Tagesgang, englisch diel rhythm, diurnal cycle, diel cycle) besteht. Dadurch wird der Kohlenstoff- und Stickstoff-Metabolismus „zeitlich“ zwischen Tag und Nacht getrennt. Da eine Reihe von Enzymen an der Regulation des Kohlenstoff- und Stickstoff-Stoffwechsels beteiligt sind, macht diese Trennung eine zeitliche Regulierung vieler Enzyme und Prozesse in diesen Bakterien nötig. Tatsächlich zeigen viele an der Stickstofffixierung und der Photosynthese beteiligte Gene in der Transkription (d. h. ihrer Aktivität) eine Variation zwischen Tag und Nacht. Dieser Unterschied in der Genexpression zwischen Licht- und Dunkelperioden ist dabei für Gene, die an der Stickstofffixierung beteiligt sind, etwa zehnmal größer als für Gene, die an der Photosynthese beteiligt sind. Offenbar sind bei diesen Cyanobakterien die Photosysteme im Vergleich zur Nitrogenase deutlich stabiler.
Es wurden bis heute bereits viele dieser an der Stickstofffixierung und der Photosynthese beteiligten Gene hinsichtlich ihrer Expression individuell überwacht.
Dazu gehören Gene, die für die Proteine nifH, nifX, ntcA, glgP, die Glutamat-Synthetase und glnB-ähnliche Proteine kodieren – sie alle spielen eine wesentliche Rolle bei der Stickstofffixierung. Die Expression dieser Gene war zu Beginn der Dunkelperiode am höchsten und in der frühen Lichtperiode am niedrigsten.
Darüber hinaus zeigten Gene, die für photosynthetische Proteine wie Photosystem-I-Untereinheit VII (psaC), das Photosystem-II-Protein D1 (psbA1) und das Photosystem-II-Protein psbO, sowie glgA kodieren einen Tagesgang in der Expression. Sie hatten die höchste und niedrigste Expression zur Tages- bzw. Nachtzeit.
Insgesamt zeigte etwa 30 % des Genoms von C. watsonii einen Tagesgang in der Expression.
Alle diese Muster weisen auf eine zeitliche Trennung von Photosynthese und Stickstofffixierung in C. watsonii hin.

### Blockierung des Photosystems II
Eine weitere Methode, mit der C. watsonii seine stickstofffixierenden Enzymkomplexe schützt, ist die Fähigkeit, das Photosystem II abzuschalten.
Dies wurde bis dato (2016) nur bei dieser Art beobachtet.
Wenn Kulturen von C. watsonii wechselnden Lichtverhältnissen ausgesetzt werden, wird der die Stickstofffixierung regulierende Hell-Dunkel-Zyklus gestört.
Da diazotrophe Organismen aber in der Lage sind, Stickstoff in Gegenwart von Licht zu fixieren, insbesondere während der Zeiten des Übergangs von Licht- zu Dunkelperioden, muss es andere Methoden geben, mit denen sie sich in Gegenwart von Sauerstoff schützen.
C. watsonii kann zu diesem Zweck die Sauerstoffentwicklung auf verschiedene Weise stark einschränken:
Diese Spezies hat die Fähigkeit, die Mechanismen des Photosystems II in dunklen Perioden abzuschalten, indem sie die Menge an eigenem Plastochinon (PQ) reduziert.
Plastochinon ist ein essentielles Protein im Elektronentransfersystem des Photosystems II. Durch die Begrenzung der verfügbaren Plastochinonmenge wird daher das Photosystem II im praktisch abgeschaltet.
Die Zelle erreicht dies, indem sie den Redox-Zustand von Plastochinon in der Dunkelheit verändert.
C. watsonii verlangsamt auch seine Elektronentransferrate bei nahender Dunkelperiode, und die Zelle stellt sich selbst um, um ihr Photosystem abzuschalten.
Die Phycobilisomen (Lichtsammelkomplexe für das Photosystem II) lagern sich während der Nachtperiode an das Photosystem I an, was eine weitere Schutzschicht für die stickstofffixierende Maschinerie darstellt.
Eine weitere von C. watsonii benutzte Methode zur vorübergehenden Abschaltung des Photosystems II ist die Deaktivierung des D1-Proteins. Das D1-Protein bildet das Reaktionszentrum des Photosystems II und ist wichtig, da es Chlorophyll bindet.
Die Regulierung des Photosystems II in C. watsonii ist ein schneller Prozess, es kann bei Bedarf sofort inaktiviert oder aktiviert werden. Das Recycling der gleichen Eisenmoleküle sowohl in der Photosynthese als auch in der Stickstofffixierung hilft auch dabei, den Tagesgang von Photosynthese und Stickstofffixierung zu erzwingen.

### Eisen-Haushalt
Das Gedeihen von Crocosphaera watsonii ist wie auch bei anderen marinen Diazotrophen durch Eisen limitiert. Der Grund dafür ist, dass die Nitrogenase als das für die Stickstofffixierung in Diazotrophen verantwortliche Enzym Eisen als Cofaktor verwendet.
Um besser mit Eisenknappheit zurechtzukommen, hat C. watsonii einen spezifischen Mechanismus zur Reduktion der Metalloenzymbestände entwickelt.
Die Metalloenzyme werden nämlich nur dann synthetisiert, wenn sie benötigt werden, aber auch wieder abgebaut, sobald sie nicht mehr benötigt werden. Das zugehörige Eisen wird dabei recycelt. Auf diese Weise wird weniger unnötige Eisen für Metalloenzym verbraucht, wenn dieses inaktiv ist. Das frei gewordene Eisen kann dann in anderen Prozessen wie der Stickstofffixierung (d. h.) durch die Nitrogenase verwendet werden. Dieser Mechanismus reduziert den Eisenbedarf von C. watsonii um bis zu 75 %.
Er kostet aber natürlich Energie, die jedoch durch energiereiche Kohlenstoffmoleküle bereitgestellt werden kann, die während der Lichtperiode über die Photosynthese produziert wurden.

### Phosphor-Haushalt
Eine weitere Beschränkung, der C. watsonii begegnet, ist eine Limitierung von Phosphor.
Da C. watsonii in oligotrophen Gewässern lebt, kann sein Wachstum und Gedeihen durch eine Vielzahl von Nährstoffen limitiert werden, unter anderem durch gelöstes anorganisches Phosphat.
Phosphat wird für viele zelluläre Prozesse benötigt, unter anderem für die Photosynthese, bei der es ein integraler Bestandteil der Maschinerie ist.
Phosphor ist ebenso eine wichtige Voraussetzung für die Stickstofffixierung.
C. watsonii zeigt eine Abnahme der photosynthetischen Effizienz, wenn Phosphor knapp wird.
Im Gegensatz zu den meisten Cyanobakterien reguliert C. watsonii aber seine Phosphatnutzung und seinen Stoffwechsel bei niedrigen Phosphatbedingungen innerhalb der Zelle nicht herunter.
Stattdessen benutzt C. watsonii das Protein pstS, das eine hohe Affinität zur Bindung von Phosphor hat, was eine effizientere Aufnahme zu ermöglicht. Entsprechend zeigt C. watsonii bei Phosphorknappheit eine erhöhte Transkription von pstS.
Eine weitere Methode zur Messung von Phosphorstress in C. watsonii ist die Betrachtung der Arsenkonzentration innerhalb der Zelle.
Wenn Phosphor begrenzt ist, wird „ungewollt“ auch das chemisch ähnliche Arsen innerhalb der Zelle angereichert.
Als Reaktion darauf reguliert C. watsonii die Konzentration des Proteins arsB hoch, wodurch das überschüssige Arsen aus der Zelle entfernt wird (Entgiftung).
Diese beiden Faktoren zusammengenommen können daher den Zustand der Zellen in einer bestimmten C. watsonii-Population anzeigen.

## Spezies
Systematik (Stand 3. Februar 2025):

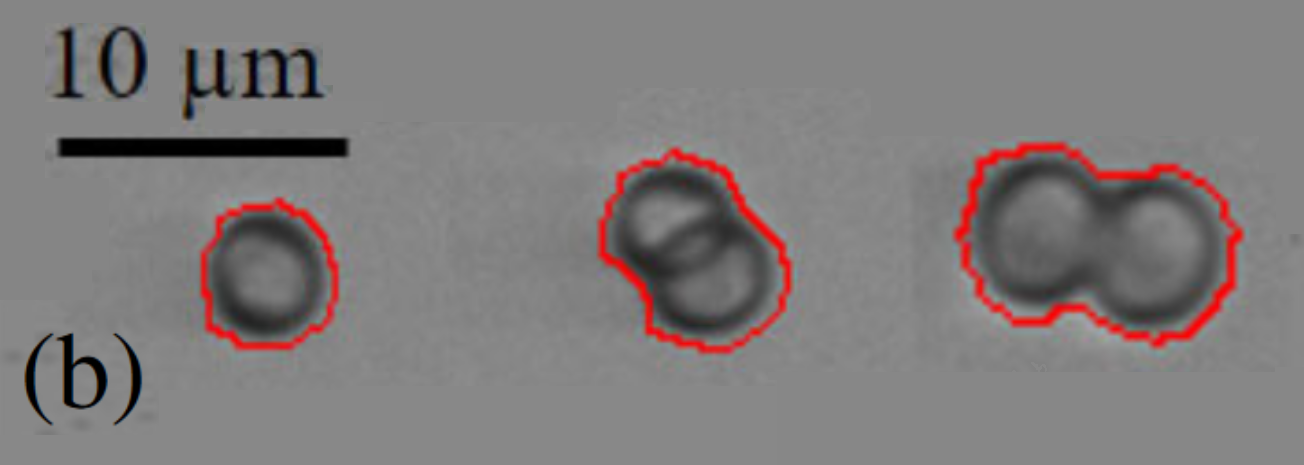
Crocosphaera, Einzel- und Dublett-Zellen,
automatische identifiziert

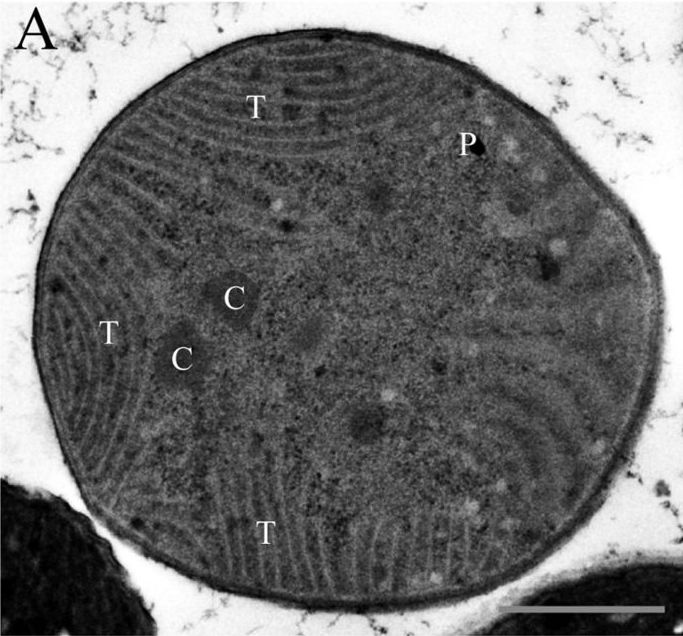
EM-Aufnahme von C. subtropica ATCC 51142.
T: Thylakoidmembran, P: Polyphosphat, C: Carboxysom. Balken: 500 nm.

Gattung Crocosphaera Zehr, Rachel A.Foster, Waterbury & E.Webb 2019(A,N,W) bzw. Zehr et al. 2019(L)
[Synonym: Erythrosphaera Waterbury et al. 1988(N)]
- Spezies Crocosphaera chwakensis Mareš & J. R. Johansen 2019(A,L,N,W)[28]

- Stamm C. chwakensis CCY0110(N) – Referenzstamm(N) alias CBFS:A-079-1(L,N) – Holotyp(n)
[früher Cyanothece sp. CCY0110(N)]

- Spezies Crocosphaera subtropica Mareš & J. R. Johansen(A,L,N,W)

- Stamm C. subtropica ATCC 51142(L,N) alias(L) CBFS A-78-1(L,N) – Referenzstamm/Holotyp(L,N)
[früher Cyanothece sp. ATCC 51142, Cyanothece sp. ATCC 51.142, Cyanothece sp. BH68, Cyanothece sp. BH68K(N)]
- Stamm C. subtropica ATCC 51472(N)
[früher Cyanothece sp. ATCC 51472, Cyanothece sp. BH63E(N)]
- Stamm C. subtropica UCYN-C – nicht bei NCBI, „nahe verwandt mit Cyanothece sp. ATCC 51142“

- Spezies Crocosphaera waterburyi Cleveland et al. 2024(L)
[früher Crocosphaera sp. Alani8(N)]

- Stamm Alani8 alias CCMP 3753 oder UC 2110199(L)

- Spezies Crocosphaera watsonii Zehr, Rachel A. Foster, Waterbury & E. Webb 2019[31](N) bzw. Zehr et al. 2019(L) – Typusart(L)[A. 2]
[früher Erythrosphaera marina Waterbury et al. 1988(N)]

- Stamm C. watsonii SXWST-5(N)
- Stamm C. watsonii WH 0001(N)
- Stamm C. watsonii WH 0002(N)
[früher Crocosphaera sp. WH 0002(N)]
- Stamm C. watsonii WH 0003(N)
- Stamm C. watsonii WH 0004(N)
- Stamm C. watsonii WH 0005(N)
- Stamm C. watsonii WH 0006(N)
- Stamm C. watsonii WH 0201(N)
- Stamm C. watsonii WH 0401(N)
- Stamm C. watsonii WH 0402(N)
- Stamm C. watsonii WH 8501(N,L) alias(L) CBFS A-99-1 – Referenzstamm/Holotyp(N,L)
[früher Synechocystis sp. WH 8501(N)]
- Stamm C. watsonii WH 8502(N)
- Stamm C. watsonii WH 8504(N) alias WH 0403(N)
- Stamm C. watsonii WH 8504(N)
- Stamm/Sonderform Crocosphaera symbiont of Climacodium frauenfeldianum (Coscinodiscophyceae)
[C. watsonii UCYN-B]

- Spezies Crocosphaera sp. 1(N)

- Stämme KO20B5, KO30D1 und KO38CU6(N)

- Spezies Crocosphaera sp. 2(N)

- Stämme KNU CB-MAL002, KNU CB-MAL026, KNU CB-MAL031, KNU CB-MAL054, KNU CB-MAL055, KNU CB-MAL058 und Miami BG 043511(N)

- Spezies Crocosphaera sp. CYAN1(N)
- Spezies Crocosphaera sp. UHCC 0190(N)
- Spezies Crocosphaera sp. XPORK-15E(N)

(A)W– AlgaeBase
(L)W– List of Prokaryotic names with Standing in Nomenclature (LPSN)
(N)M– Taxonomie des National Center for Biotechnology Information (NCBI)
(W)L– World Register of Marine Species (WoRMS)

## Räuber

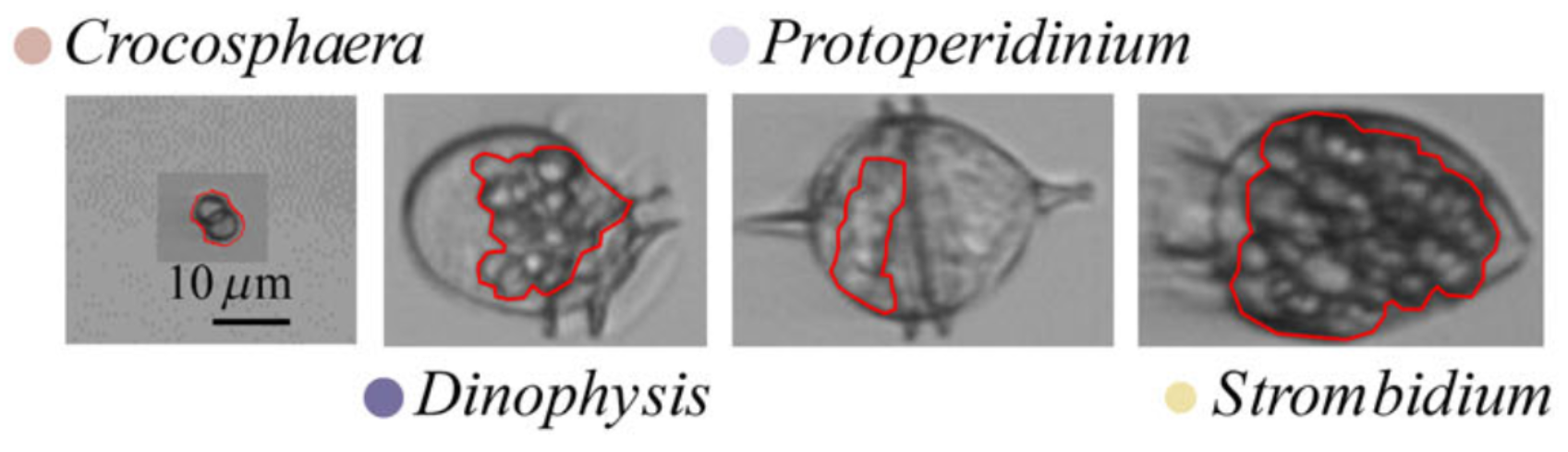
Crocosphaera sp. Dublett und im Inneren ihrer Räuber (rot: automatisch erkannte Umrisse).

Crocosphaera ist Beute u. a. folgender Räuber:
- Dinophysis (Dinoflagellata)
- Protoperidinium (Dinoflagellata)
- Strombidium (Ciliophora)

## Genom
Bei C. subtropica (Stamm ATCC 51142, früher Cyanothece sp. ATCC 51142) wurden für Bakterien unübliche lineare Replikationseinheiten (Replikons) gefunden.

## Symbiosen

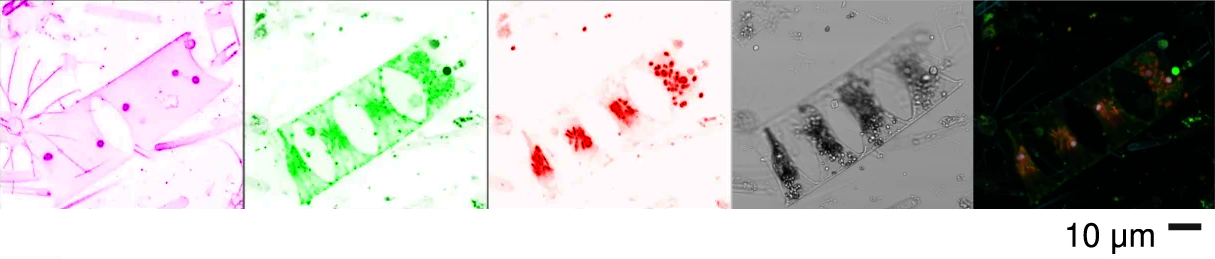
Kieselalgen der Gattung Climacodium mit eingelagerten Crocosphaera-Cyanobakterien, aus dem nördlichen Pazifik. Verschiedene Färbemethoden, rechts deren Überlagerung.

Crocosphaera-Spezies findet man auch als Symbionten in den Schalen von Kieselalgen der Gattung Climacodium.

## Wasserstoffproduktion
Biowasserstoff wird als eine saubere und erneuerbare Energiequelle erforscht.
In Mikroben gibt es zwei Hauptenzyme, die Wasserstoff produzieren, Hydrogenase und Nitrogenase; Crocosphaera subtropica (Referenzstamm ATCC 51142, früher zur Gattung Cyanothece) besitzt beide Enzyme.
Die Nitrogenase fixiert Stickstoff und setzt dabei Wasserstoff als Nebenprodukt frei.
Es gibt zwei unterschiedliche Hydrogenasen: eine mit der Nitrogenase assoziierte Uptake-Hydrogenase und eine bidirektionale Hydrogenase.
Wenn Kulturen in Hell-Dunkel-Zyklen geführt werden, sind sowohl die Nitrogenase als auch die Uptake-Hydrogenase während der „Nacht“ mit vielen Kopien pro Zelle aktiv,
Western Blots zeigen, dass zu jeder Zeit nur wenige Kopien der bidirektionalen Hydrogenase vorkommen.
Bei Crocosphaera subtropica ATCC 51142 wurden etwa 300 μmol H2/(mg Chl h) aus Kulturen produziert, die unter Dauerlicht bei 30 μmol Photonen/(m2s), anaeroben Bedingungen, 50 mM Glycerin und ohne Nitrat (so dass die Nitrogenase aktiv war) gezüchtet wurden.
Glycerin im Wachstumsmedium reduziert den Bedarf an Kohlenstofffixierung, so dass mehr Energie für die Stickstofffixierung und Wasserstoffproduktion übrig bleibt.
Durch Acetylen-Reduktion konnte gezeigt werden, dass die Wasserstofferzeugung und die Stickstofffixierung direkt proportional sind.
In einer parallelen Studie wurde die gleichzeitige und ununterbrochene Produktion von H2 und O2 in kontinuierlich beleuchteten Photobioreaktor-Kulturen nach Stickstoff-Entzug bei Ammonium-limitiertem Chemostat-Wachstum nachgewiesen.
Weitere Arbeiten zur Verbesserung der Versorgung der Nitrogenase mit Protonen und Elektronen sowie zum Schutz vor Sauerstoff könnten noch bessere Raten bewirken.